# Cláudio Marzo
Cláudio Marzo (São Paulo, 26 de septiembre de 1940-Río de Janeiro, 22 de marzo de 2015) fue un actor brasileño destacado principalmente por haber participado en numerosas telenovelas.

## Biografía
De ascendencia italiana, Cláudio Marzo nació en una familia de trabajadores de São Paulo. Padre de la actriz Alexandra Marzo, nacida el 26 de septiembre de 1968 (el mismo día que el actor cumplió 28 años), fruto de su matrimonio con la actriz Betty Faria, Cláudio también estuvo casado con la actriz Denise Dumont, con quien tuvo a Diogo, y con la actriz Xuxa Lopes, con la que tuvo a Bento. También estuvo casado con la actriz Miriam Mehler.
En TV, se destacó en numerosas telenovelas; aunque su fama internacional fue gracias a su protagónico en Pantanal para la cadena de Rede Manchete.